# Isdhoo (Laamu-atol)
Isdhoo is een van de bewoonde eilanden van het Laamu-atol behorende tot de Maldiven.

## Demografie
Isdhoo telt (stand maart 2007) 1024 vrouwen en 1085 mannen.